# H.M.S. Pinafore
H.M.S. Pinafore; or, The Lass That Loved a Sailor (em português:  HMS Pinafore; ou, A Moça Que Amou a um Marinheiro) é uma ópera-cômica em dois atos musicada por Arthur Sullivan, e cujo libretto é da autoria de W. S. Gilbert. A estreia ocorreu no Opera Comique, em Londres, Inglaterra, no dia 25 de maio de 1878 e permaneceu em cartaz por 571 apresentações, o que fez da ópera a segunda, entre todas as outras peças de teatro musical da época, em tempo de exibição. H.M.S. Pinafore foi a quarta obra, resultado da colaboração operística de Gilbert e Sullivan.
A ópera narra a história da filha de um capitão naval que está apaixonada de um marinheiro comum, abaixo da categoria de oficial, embora seu pai tenta forçar ela a se casar com o Primeiro Lord do Almirantado Britânico, o ministro encarregado da Marinha Real. Como a maioria das óperas de Gilbert e Sullivan, uma inesperada reviravolta muda drasticamente tudo perto do fim da história.